# IX Brygada Piechoty (II RP)
IX Brygada Piechoty (IX BP) – brygada piechoty Wojska Polskiego II RP.
W grudniu 1918 we Lwowie sformowana została Brygada Strzelców Lwowskich. W skład brygady włączone zostały 1 i 2 pułki Strzelców Lwowskich, zorganizowane w trzeciej dekadzie listopada tego roku oraz batalion szturmowy, później włączony do 1 pułku jako IV batalion. 8 marca 1919 pułki strzelców przemianowane zostają na 38 i 39 pułki piechoty, a miesiąc później na 38 i 39 pułki piechoty Strzelców Lwowskich. Brygada wchodziła w skład 5 Dywizji Piechoty. Brygada walczyła w obronie Lwowa, a następnie w wojnie polsko-ukraińskiej i polsko-bolszewickiej. W 1921 rozwiązano brygadę, a dowództwo brygady przeorganizowano w dowództwo piechoty dywizyjnej.

## Walki
4 lipca nad Autą ruszyła ofensywa Frontu Zachodniego Tuchaczewskiego. IX Brygada Piechoty wchodziła w skład grupy gen. Jędrzejewskiego i w jej składzie tworzyła prawe skrzydło 1 Armii gen. Zygadłowicza. Na brygadę uderzyły oddziały rosyjskiej 15 Armii Augusta Korka.
38 pp bronił miasteczka Plissa nad rzeką Mniutą i poniósł wielkie straty. Ciężkie walki toczył również 39 pp tracąc ok. 45% stanu osobowego. Brygada wycofała się w kierunku na Głębokie. Dalej kontynuowano odwrót na Duniłowicze – Wilejkę – Mołodeczno – Bogdanowo. III/40 pp poniósł wielkie straty nad jez. Gliniak. Po walce wycofywał się działając jako ubezpieczenie boczne dywizji litewsko-białoruskiej.
38 pp wziął też udział w kontrataku pod Lipiszkami oraz walczył pod Ziabkami i Jurkowem. 39 pp bronił linii rzeki Olszanka. Straty były jednak ogromne. Z resztek obu pułków i III/40 pp utworzono „Oddział 9 Brygady Piechoty” liczący zaledwie 190 żołnierzy. Broniąc linii Niemna 23–24 VlI oddział stoczył zwycięski bój pod Wołpą. po walce 60 zdolnych jeszcze do walki żołnierzy odesłano do Małkini, a stamtąd do Lwowa.

## Skład
- dowództwo IX Brygady Piechoty[1]
- 38 pułk piechoty Strzelców Lwowskich eks-1 pułk Strzelców Lwowskich
- 39 pułk piechoty Strzelców Lwowskich eks-2 pułk Strzelców Lwowskich

## Dowódcy brygady
- ppłk Czesław Mączyński
- płk piech. Leon Silicki (25 VI 1919 – 13 V 1920[1]
- płk piech. Adolf Jastrzębski (V - 14 X 1920)
- płk piech. Stanisław Rosnowski (14 X 1920 – )[2]
- ppłk piech. Alojzy Łukawski (wz. XII 1920)